# Eclipse lunar de mayo de 2023
| Eclipse penumbral de luna 5 de mayo de 2023                                | Eclipse penumbral de luna 5 de mayo de 2023 |
| -------------------------------------------------------------------------- | ------------------------------------------- |
| Previo                                                                     | Eclipse \| Eclipse total \| Saros           |
| Posterior                                                                  | Eclipse \| Eclipse total \| Saros           |
| Eclipse lunar en Surabaya, Indonesia, 17:22 UTC.                           |                                             |
| La Luna pasando de derecha a izquierda a través de la sombra de la Tierra. |                                             |
| Gamma                                                                      | -1.0349                                     |
| Magnitud                                                                   | 0.9636                                      |
| Saros                                                                      | 141 (24 of 72)                              |
| Duración (h:min:s)                                                         |                                             |
| Penumbra                                                                   | 04:17:31                                    |
| Contactos                                                                  |                                             |
| P1                                                                         | 15:14:10 UTC                                |
| Máximo                                                                     | 17:22:51 UTC                                |
| P4                                                                         | 19:31:41 UTC                                |

 Un eclipse lunar penumbral tuvo lugar el viernes 5 de mayo de 2023, el primero de dos eclipses lunares en 2023. El diámetro aparente de la luna fue solo un 0,1 % más pequeño que el promedio porque ocurre 5,5 días antes del perigeo (11 de mayo de 2023). Este fue el eclipse penumbral más profundo desde el de febrero de 2017 y hasta septiembre de 2042.

## Visibilidad
Fue completamente visible sobre Asia y Australia, y se vio elevándose sobre África y gran parte de Europa (básicamente en Europa del Este y Central).

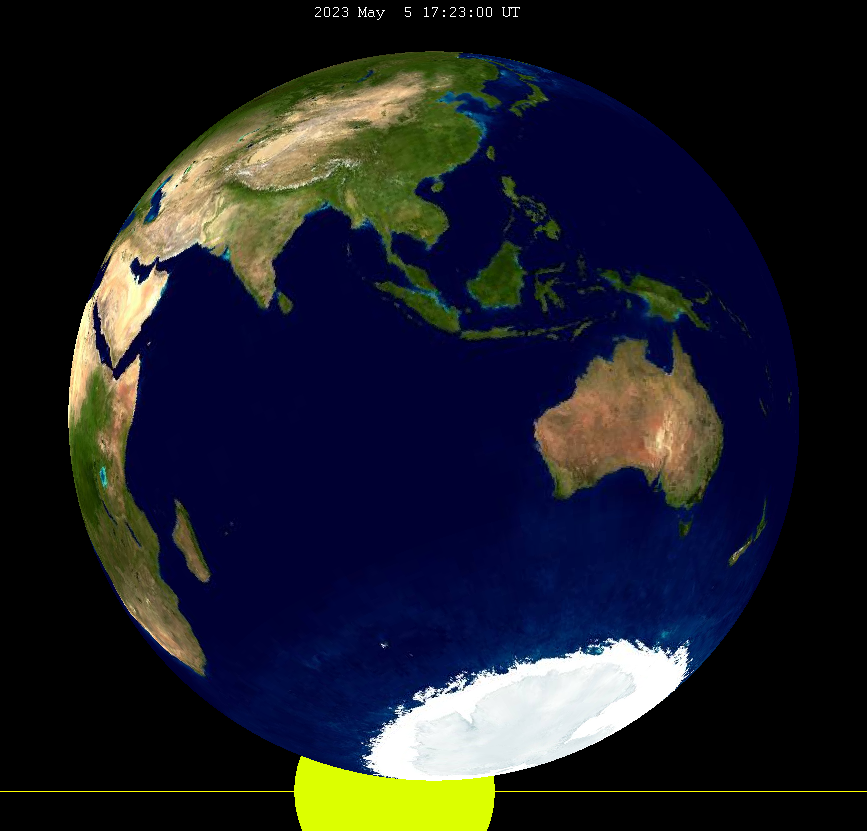
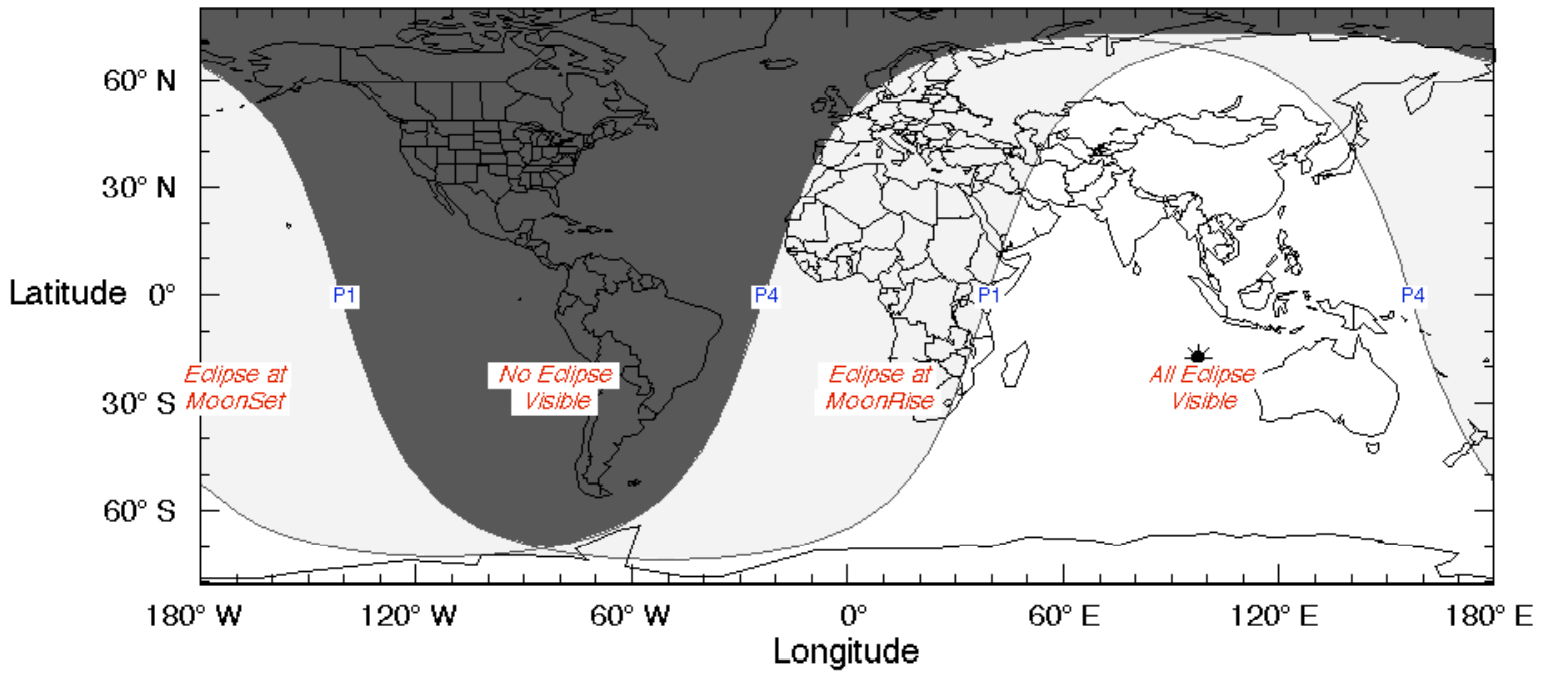

## Galería

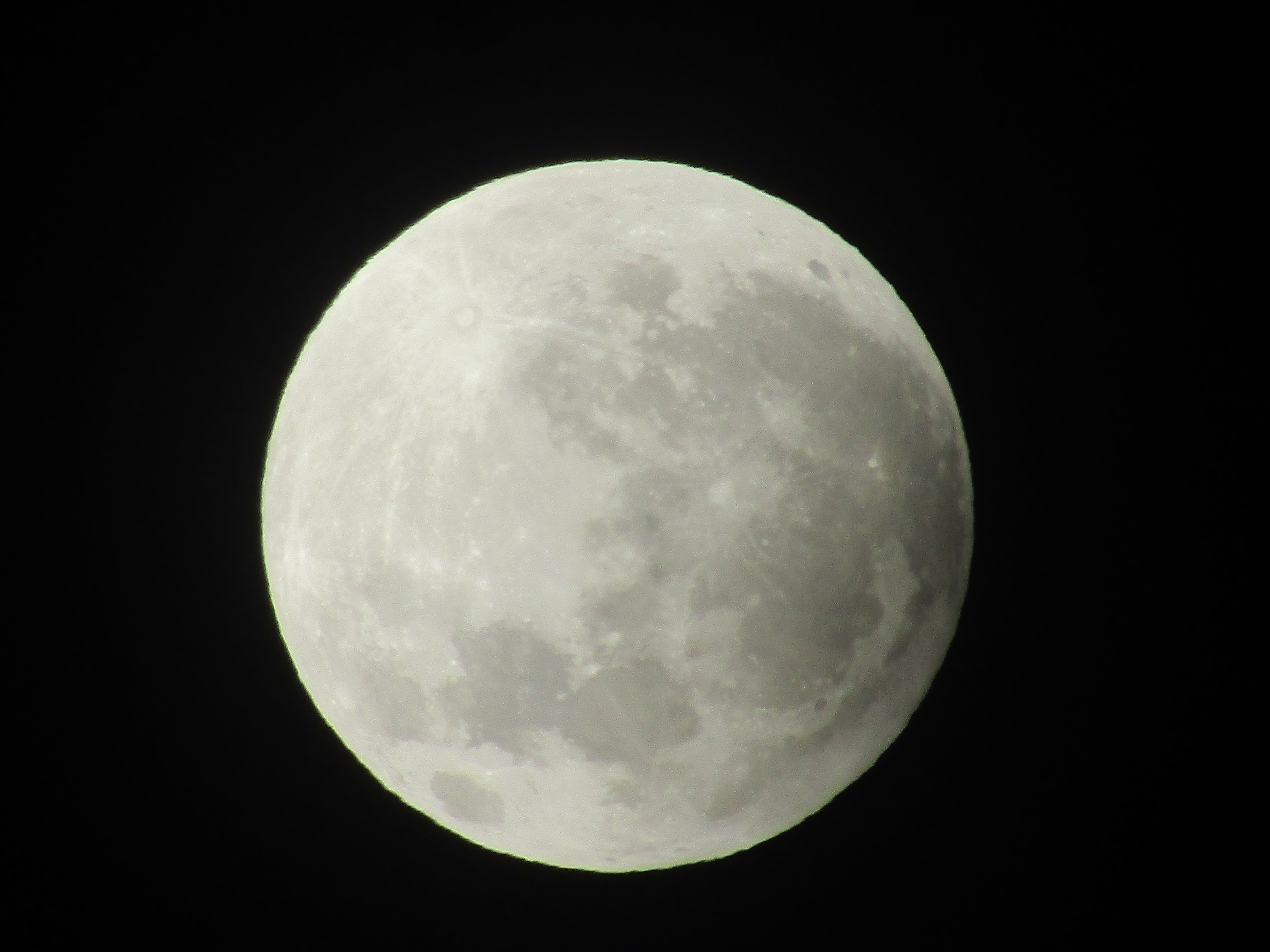
Comienzo del eclipse lunar del 5 al 6 de mayo de 2023. Eclipse lunar penumbral parcial en Perth, Australia Occidental, 16:48 UTC
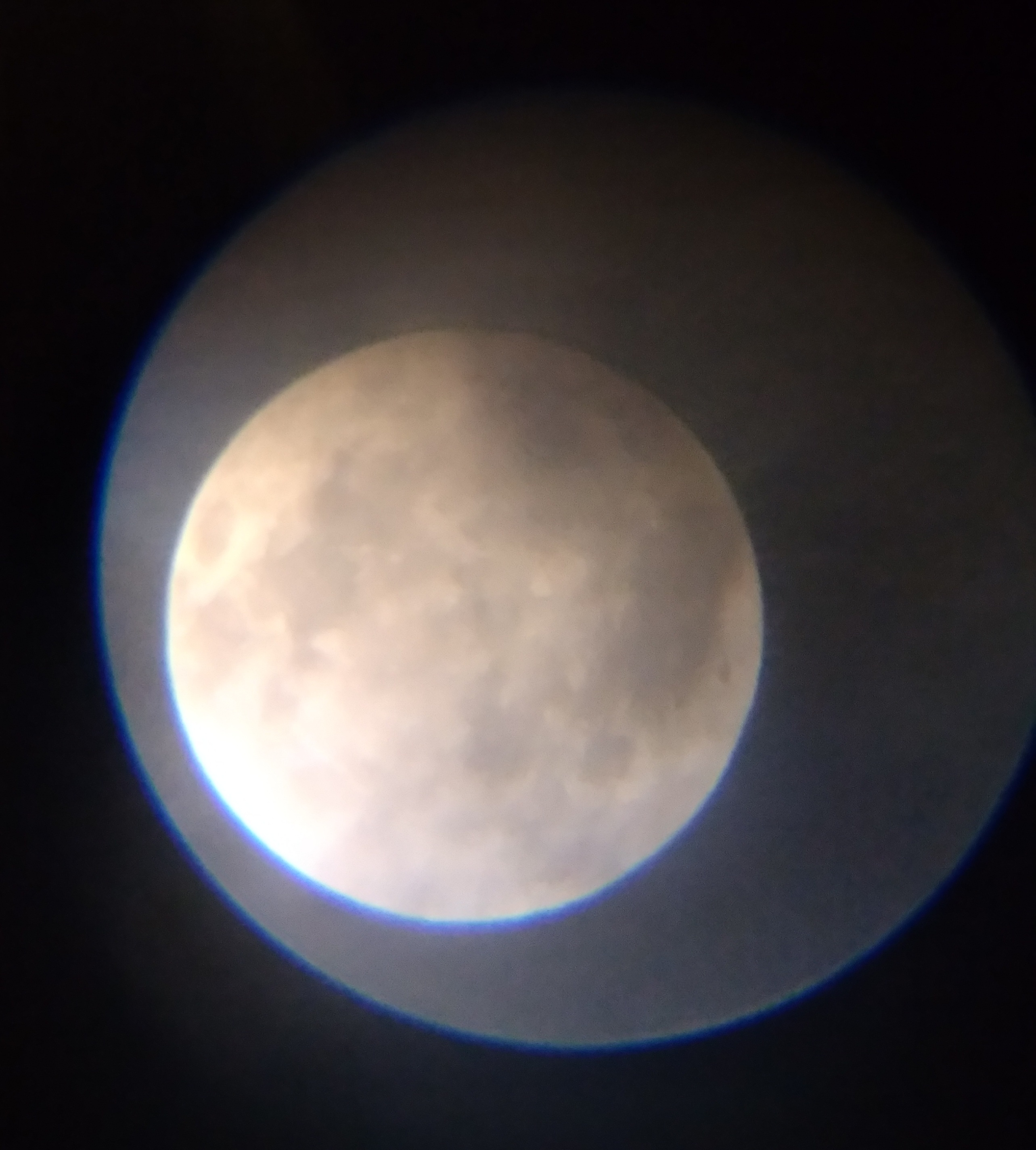
Vista del telescopio astronómico de Kuching, 17:26 UTC
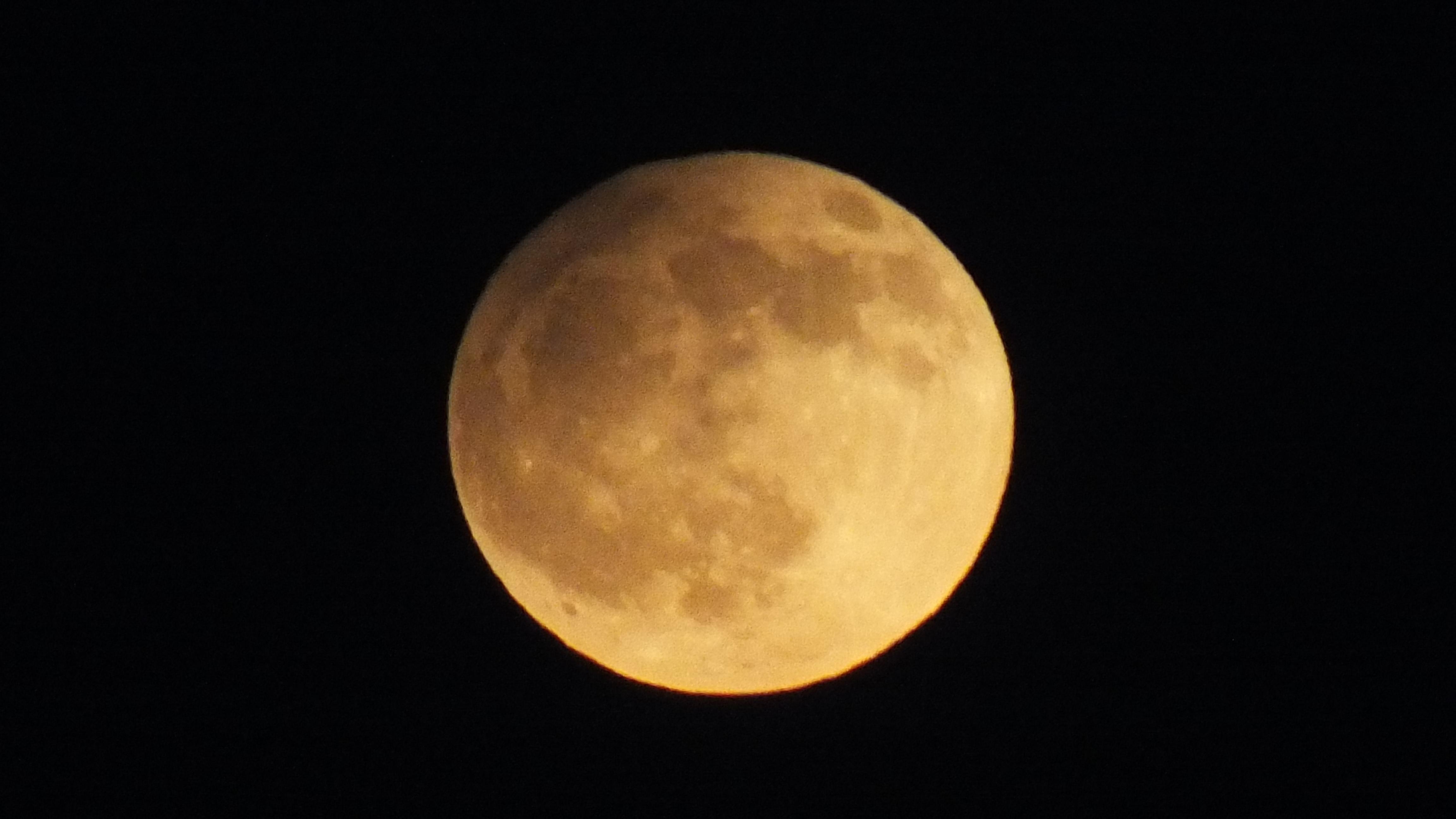
Eclipse lunar penumbral desde Moscú, Rusia, 17:49 UTC.
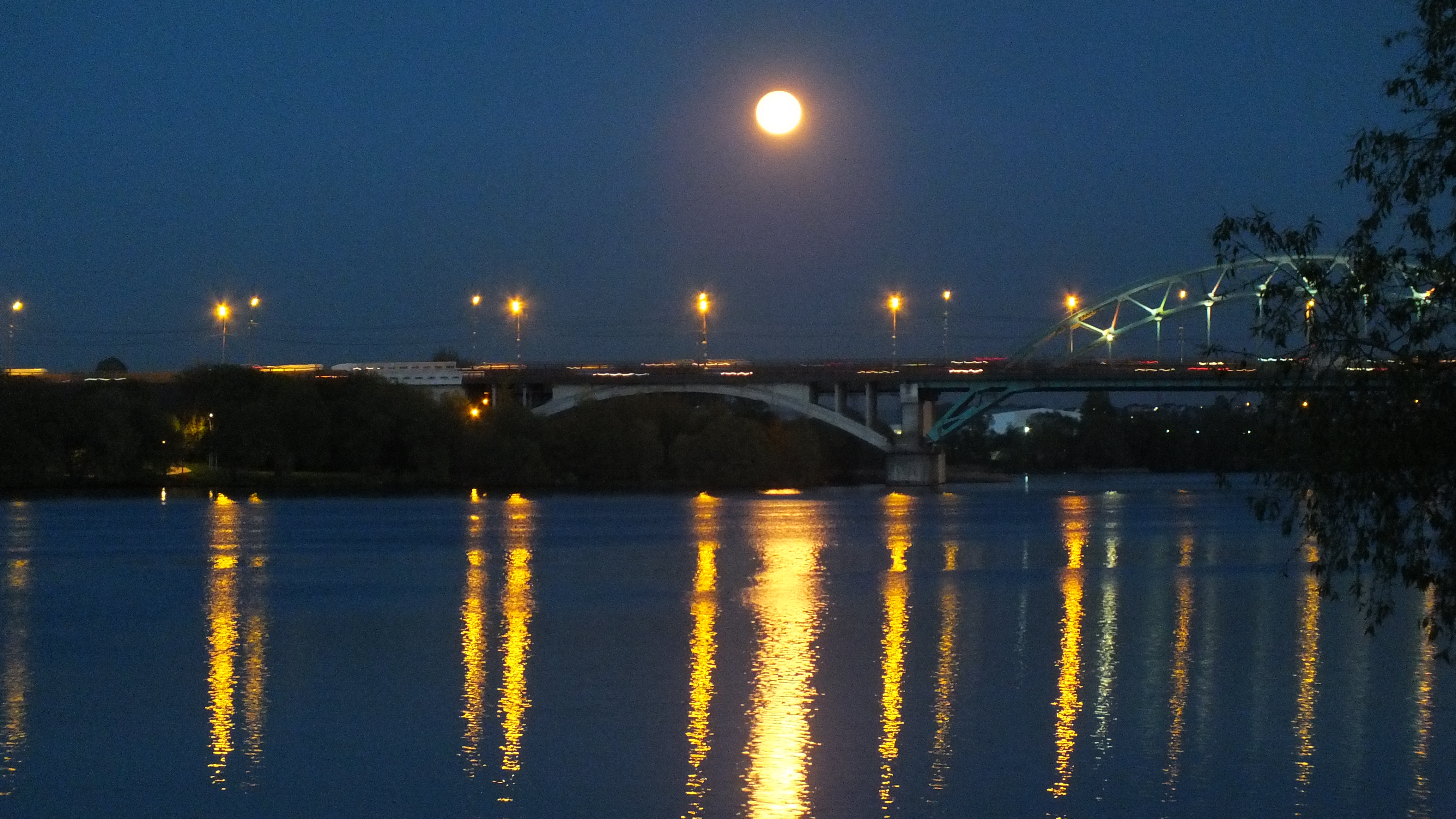
Salida y luz de la luna durante el eclipse en Moscú, 17:56 UTC
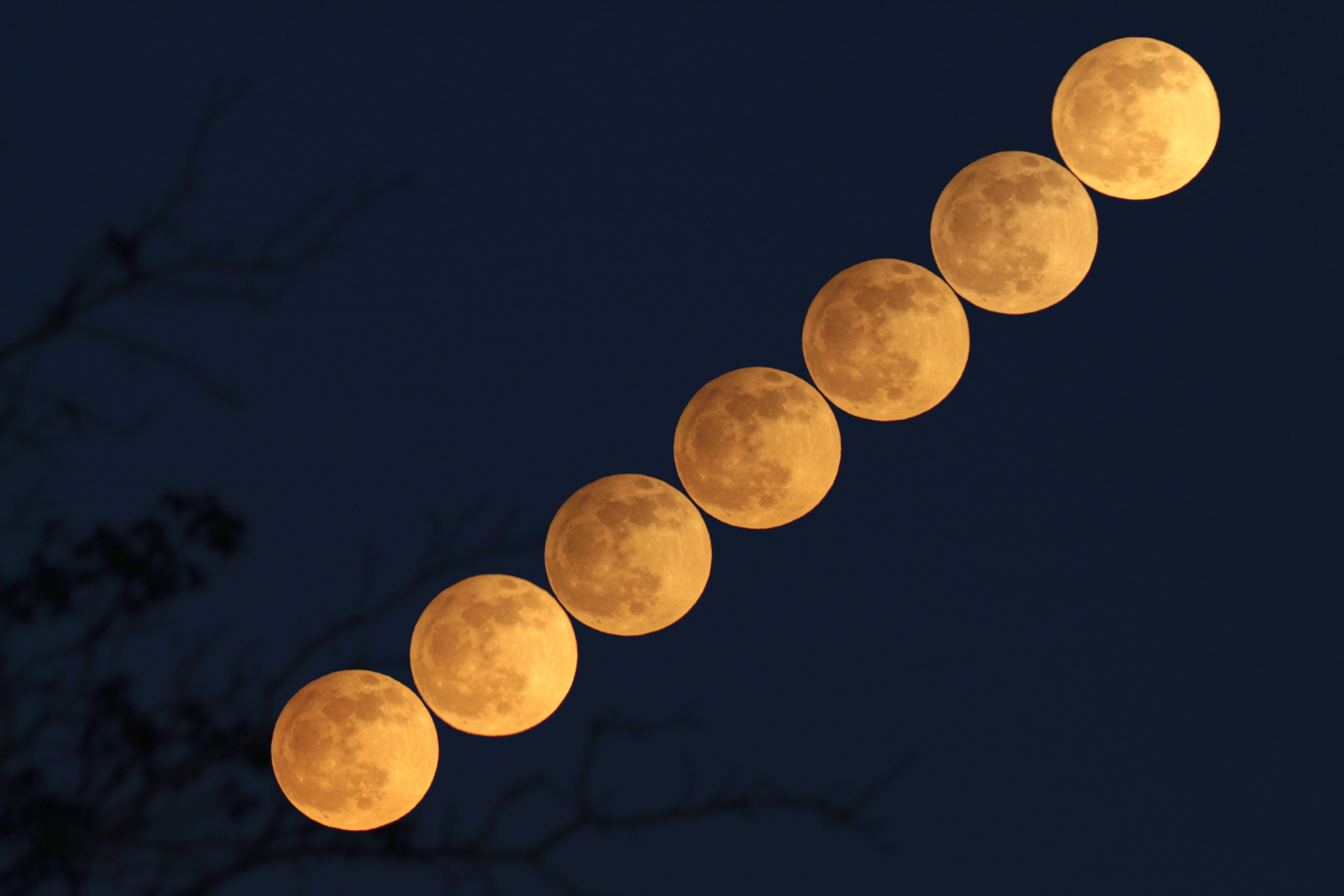
Eclipse lunar penumbral desde Oria, Italia.

## Saros
Este es el miembro número 24 de Lunar Saros 141. El evento anterior fue el eclipse lunar de abril de 2005. El próximo evento es el eclipse lunar de mayo de 2041.

## Eclipses relacionados

### Eclipses de 2023
- Un eclipse solar híbrido el 20 de abril
- Un eclipse lunar penumbral el 5 de mayo
- Un eclipse solar anular el 14 de octubre
- Un eclipse lunar parcial el 28 de octubre

### Serie del año lunar
| Conjuntos de series de eclipses lunares de 2020 a 2023 | Conjuntos de series de eclipses lunares de 2020 a 2023 | Conjuntos de series de eclipses lunares de 2020 a 2023 | Conjuntos de series de eclipses lunares de 2020 a 2023 | Conjuntos de series de eclipses lunares de 2020 a 2023 | Conjuntos de series de eclipses lunares de 2020 a 2023 | Conjuntos de series de eclipses lunares de 2020 a 2023 | Conjuntos de series de eclipses lunares de 2020 a 2023 | Conjuntos de series de eclipses lunares de 2020 a 2023 |
| ------------------------------------------------------ | ------------------------------------------------------ | ------------------------------------------------------ | ------------------------------------------------------ | ------------------------------------------------------ | ------------------------------------------------------ | ------------------------------------------------------ | ------------------------------------------------------ | ------------------------------------------------------ |
| Nodo descendente                                       | Nodo descendente                                       | Nodo descendente                                       | Nodo descendente                                       |                                                        | Nodo ascendente                                        | Nodo ascendente                                        | Nodo ascendente                                        | Nodo ascendente                                        |
| Saros                                                  | Fecha                                                  | Tipo                                                   | Gamma                                                  | Saros                                                  | Fecha                                                  | Tipo                                                   | Gamma                                                  |                                                        |
| 111                                                    | 5 de junio de 2020                                     | Penumbral                                              | 1.24063                                                | 116                                                    | 30 de noviembre de 2020                                | Penumbral                                              | -1.13094                                               |                                                        |
| 121                                                    | 26 de mayo de 2021                                     | Total                                                  | 0.47741                                                | 126                                                    | 19 de noviembre de 2021                                | Parcial                                                | -0.45525                                               |                                                        |
| 131                                                    | 16 de mayo de 2022                                     | Total                                                  | -0.25324                                               | 136                                                    | 8 de noviembre de 2022                                 | Total                                                  | 0.25703                                                |                                                        |
| 141                                                    | 5 de mayo de 2023                                      | Penumbral                                              | -1.03495                                               | 146                                                    | 28 de octubre de 2023                                  | Parcial                                                | 0.94716                                                |                                                        |
|                                                        |                                                        |                                                        |                                                        |                                                        |                                                        |                                                        |                                                        |                                                        |
| Último conjunto                                        | 5 de julio de 2020                                     | 5 de julio de 2020                                     | 5 de julio de 2020                                     | Último conjunto                                        | Eclipse lunar de enero de 2020                         | Eclipse lunar de enero de 2020                         | Eclipse lunar de enero de 2020                         |                                                        |
|                                                        |                                                        |                                                        |                                                        |                                                        |                                                        |                                                        |                                                        |                                                        |
| Siguiente conjunto                                     | 25 de marzo de 2024                                    | 25 de marzo de 2024                                    | 25 de marzo de 2024                                    | Siguiente conjunto                                     | 18 de septiembre de 2024                               | 18 de septiembre de 2024                               | 18 de septiembre de 2024                               |                                                        |

### Serie metónica
Este eclipse es el último de cuatro eclipses lunares del ciclo metónico en la misma fecha, 4 y 5 de mayo, cada uno separado por 19 años:
| Eventos metónicos: 4 de mayo y 28 octubre | Eventos metónicos: 4 de mayo y 28 octubre |
| Nodo descendente | Nodo ascendente |
| --- | --- |
| 1. 4 de mayo de 1966 - Penumbral (111) 2. 4 de mayo de 1985 - Total (121) 3. 4 de mayo de 2004 - Total (131) 4. 5 de mayo de 2023 - Penumbral (141) | 1. 29 de octubre de 1966 - Penumbral (116) 2. 28 de octubre de 1985 - Total (126) 3. 28 de octubre de 2004 - Total (136) 4. 28 de octubre de 2023 - Parcial (146) 5. 28 de octubre de 2042 - Penumbral (156) |
| | |

### Serie tritos
- Precedido: Eclipse lunar del 4 de junio de 2012

- Seguido: Eclipse lunar del 3 de abril de 2034

### Tzolkinex
- Precedido: Eclipse lunar del 23 de marzo de 2016

- Seguido: Eclipse lunar del 15 de junio de 2030

### Ciclo medio saros
Un eclipse lunar será precedido y seguido por eclipses solares por 9 años y 5,5 días (medio saros). Este eclipse lunar está relacionado con dos eclipses solares anulares del ciclo 148 de saros solar.
| 29 de abril de 2014 | 9 de mayo de 2032 |
| ------------------- | ----------------- |
|                     |                   |